# 富士信通
富士 信通（ふじ のぶみち）は戦国時代の武将、富士氏当主。富士山本宮浅間大社の大宮司。

## 生涯

### 今川家家臣として
父である富士信忠と行動を共にし、今川氏に属した。信忠が城主であった大宮城（富士城）に籠り、武田勢と対峙した。元亀2年（1571年）に今川氏真により暇を与える旨の感状が信通に発給されると、富士氏は今川氏から離れることとなった。文書では「忠信之至也」と富士氏の忠信を賞した上で「東西於何方、進退可相定本意之時者」とあり、円満に許された離脱であった。氏真により他家に就くことを許された後、富士氏は武田氏に属することとなる。

### 武田家との関わり
元亀3年（1572年）5月に武田信玄は信通とその兄弟に対し軍忠を求め、また同日穴山信君に信通の駿河府中での在府を命じている。元亀4年（1573年）には武田勝頼より二百貫の所領を給せられると共に、戦功を期待されている。また天正4年（1576年）の公文富士氏の相続に関わる契約書に「富士相模入道」とあり父信忠が出家していることから、この時点で家督は信忠から信通へ相続がなされていたとされる。
天正5年（1577年）には武田勝頼より信通の大宮司職就任が認められ、富士家の権威回復がなされた。これらの動向により、富士氏による富士山本宮浅間大社の大宮司職の継承が保たれる形となった。その後武田氏は富士氏の本拠である富士大宮の整備に関連する文書を繰り返し発給し、文書中には「当町中」「大宮宿中」「富士大宮西町新市事」などと見える。これらの文書含め信通に宛てたものは多くあるが、整備や社中に関するものが主であり、武田氏に属してからの富士氏は富士大宮司としての活動が主となっている。